# المراجعة السلبية
المراجعة السلبية هي عكس الاستذكار الإيجابي، حيث تعالج المواد التعليمية بطريقة سلبية (بالقراءة والمشاهدة وما إلى ذلك.)
على سبيل المثال يمكن للفرد أن يقرا نصا اليوم من أجل تحسين الذاكرة من خلال المراجعة السلبية، ولئلا ينساه، تتكرر العملية غدا وبعد أربعة أيام  ثم بعد 8، 16،32، 64، الخ. وهم لا يطلبون من أنفسهم تفسير محتوى النص، بل يكتفون بإعادة قراءته، وإذا فكروا أن يستذكروا شيئا، فمن المرجح أكثر أن يحتفظوا به في ذاكرتهم.
تشمل إستراتيجية المراجعة السلبية الموسيقى كعامل مساند، حيث يستمع الطالب بشكل خصوصي إلى الموسيقى الباروكية التي تعزف في الخلفية بينما يكرر المتعلم المواد الرئيسية بطريقة إيقاعية.
ويمكن أيضا الجمع بين المراجعة السلبية وإستراتيجية تعلم أخرى لزيادة تعزيز النتائج، على سبيل المثال، فإن ما يسمى بتقنيات التعليم والتعلم المعجل الإيحائي (سالت) تبديل أسلوب الاستذكار الإيجابي وتستكمل بتمرين الاسترخاء البدني والتعلم التعاوني بين أمور أخرى.
المراجعة السلبية هي أسلوب بسيط ولكنها ليست بنفس الدرجة من الفعالية، فالاستذكار الإيجابي أكثر تعقيدا وصعوبة (لأنه يجبر المتعلم على استذكار شيء ما) ولكنه فعال للغاية.